# Società Sportiva Atletico Catania 1994-1995
Questa voce raccoglie le informazioni riguardanti la Società Sportiva Atletico Catania nelle competizioni ufficiali della stagione 1994-1995.

## Rosa
| N. |                   | Ruolo | Calciatore            |
| -- | ----------------- | ----- | --------------------- |
|    | Italia (bandiera) | D     | Simone Airoldi        |
|    | Italia (bandiera) | C     | Giuseppe Anastasi     |
|    | Italia (bandiera) | D     | Cristiano Babuin      |
|    | Italia (bandiera) | C     | Paolo Buccheri        |
|    | Italia (bandiera) | C     | Gaspare Cacciola      |
|    | Italia (bandiera) | C     | Luciano Gianluca Calì |
|    | Italia (bandiera) | A     | Gaetano Calvaresi     |
|    | Italia (bandiera) | A     | Mattia Collauto       |
|    | Italia (bandiera) | C     | Edmondo De Amicis     |
|    | Italia (bandiera) | C     | Vincenzo De Bellis    |
|    | Italia (bandiera) | C     | Angelo Ferraro        |
|    | Italia (bandiera) | D     | Donatello Gasparini   |
|    | Italia (bandiera) | D     | Santo Gianguzzo       |
|    | Italia (bandiera) | P     | Giovanni Giorgianni   |

| N. |                   | Ruolo | Calciatore             |
| -- | ----------------- | ----- | ---------------------- |
|    | Italia (bandiera) | A     | Giovanni Ianuale       |
|    | Italia (bandiera) | D     | Pietro Infantino       |
|    | Italia (bandiera) | D     | Dario Italia           |
|    | Italia (bandiera) | P     | Salvatore La Malfa     |
|    | Italia (bandiera) | A     | Vittorio Emanuele Lupo |
|    | Italia (bandiera) | C     | Nicola Malaguarnera    |
|    | Italia (bandiera) | D     | Luca Monari            |
|    | Italia (bandiera) | C     | Gianluca Musumeci      |
|    | Italia (bandiera) | A     | Nicola Palermo         |
|    | Italia (bandiera) | D     | Claudio Perdichizzi    |
|    | Italia (bandiera) | A     | Pierluigi Pierozzi     |
|    | Italia (bandiera) | C     | Fortunato Sanò         |
|    | Italia (bandiera) | P     | Graziano Vinti         |

## Risultati

### Serie C1

#### Girone di andata
| 28 agosto 1994 1ª giornata | Atletico Catania | 2 – 1 | Chieti |  |

| 4 settembre 1994 2ª giornata | Nola | 1 – 1 | Atletico Catania |  |

| 11 settembre 1994 3ª giornata | Atletico Catania | 1 – 1 | Reggina |  |

| 18 settembre 1994 4ª giornata | Pontedera | 2 – 0 | Atletico Catania |  |

| 25 settembre 1994 5ª giornata | Empoli | 2 – 1 | Atletico Catania |  |

| 2 ottobre 1994 6ª giornata | Atletico Catania | 2 – 1 | Ischia Isolaverde |  |

| 9 ottobre 1994 7ª giornata | Juventus Stabia | 3 – 1 | Atletico Catania |  |

| 16 ottobre 1994 8ª giornata | Atletico Catania | 1 – 1 | Siracusa |  |

| 23 ottobre 1994 9ª giornata | Atletico Catania | 0 – 1 | Trapani |  |

| 6 novembre 1994 10ª giornata | Avellino | 3 – 0 | Atletico Catania |  |

| 13 novembre 1994 11ª giornata | Atletico Catania | 0 – 2 | Barletta |  |

| 20 novembre 1994 12ª giornata | Turris | 3 – 4 | Atletico Catania |  |

| 27 novembre 1994 13ª giornata | Atletico Catania | 3 – 1 | Casarano |  |

| 4 dicembre 1994 14ª giornata | Gualdo | 1 – 0 | Atletico Catania |  |

| 11 dicembre 1994 15ª giornata | Atletico Catania | 0 – 1 | Siena |  |

| 18 dicembre 1994 16ª giornata | Sora | 3 – 2 | Atletico Catania |  |

| 30 dicembre 1994 17ª giornata | Atletico Catania | 0 – 0 | Lodigiani |  |

#### Girone di ritorno
| 8 gennaio 1995 18ª giornata | Chieti | 2 – 1 | Atletico Catania |  |

| 22 gennaio 1995 19ª giornata | Atletico Catania | 0 – 0 | Nola |  |

| 29 gennaio 1995 20ª giornata | Reggina | 1 – 0 | Atletico Catania |  |

| 19 febbraio 1995 21ª giornata | Atletico Catania | 1 – 0 | Pontedera |  |

| 26 febbraio 1995 22ª giornata | Atletico Catania | 2 – 1 | Empoli |  |

| 5 marzo 1995 23ª giornata | Ischia Isolaverde | 0 – 0 | Atletico Catania |  |

| 12 marzo 1995 24ª giornata | Atletico Catania | 2 – 0 | Juventus Stabia |  |

| 19 marzo 1995 25ª giornata | Siracusa | 3 – 2 | Atletico Catania |  |

| 26 marzo 1995 26ª giornata | Trapani | 4 – 1 | Atletico Catania |  |

| 2 aprile 1995 27ª giornata | Atletico Catania | 0 – 0 | Avellino |  |

| 9 aprile 1995 28ª giornata | Barletta | 1 – 1 | Atletico Catania |  |

| 23 aprile 1995 29ª giornata | Atletico Catania | 3 – 2 | Turris |  |

| 30 aprile 1995 30ª giornata | Casarano | 0 – 0 | Atletico Catania |  |

| 7 maggio 1995 31ª giornata | Atletico Catania | 1 – 0 | Gualdo |  |

| 14 maggio 1995 32ª giornata | Siena | 0 – 0 | Atletico Catania |  |

| 21 maggio 1995 33ª giornata | Atletico Catania | 2 – 0 | Sora |  |

| 28 maggio 1995 34ª giornata | Lodigiani | 2 – 0 | Atletico Catania |  |